# Южный (Большесосновский район)
Южный — посёлок в Большесосновском районе Пермского края. Входит в состав Большесосновского сельского поселения.

## Географическое положение
Расположен примерно в 8 км к востоку от административного центра района, села Большая Соснова.

## Население
| 2010 |
| ---- |
| 136  |

## Улицы[2]
- 8 Марта ул.
- Школьная ул.

## Топографические карты
- Лист карты O-40-74 Очёр. Масштаб: 1 : 100 000. Состояние местности на 1983 год. Издание 1984 г.